# Powiat de Bełchatów
Pour les articles homonymes, voir Bełchatów (homonymie).
Le powiat de Bełchatów (polonais : powiat bełchatowski) est un powiat (district - une division administrative territoriale) de la voïvodie de Łódź, dans le centre-sud de la Pologne.
Il est né le 1er janvier 1999, à la suite des réformes polonaises de gouvernement local passées en 1998. 
Le siège administratif (chef-lieu) du powiat est la ville de Bełchatów qui se trouve à 47 kilomètres de Łódź (capitale de la voïvodie). Il y a une autre ville dans le powiat: Zelów qui se trouve à 16 kilomètres au nord-ouest de Bełchatów.
Le district couvre une superficie de 969,21 kilomètres carrés. En 2006, sa population totale est de 112 640 habitants, avec une population pour la ville de Bełchatów de 62 062 habitants, pour la ville de Zelów de 8 173 habitants et une population rurale de 42 405 habitants.

## Division administrative
Le district est subdivisé en 8 gminy (communes) (1 urbaine, 1 urbaine-rurale et 6 rurales) :
- Commune urbaine : Bełchatów
- Commune mixte : Zelów
- Communes rurales : Bełchatów, Drużbice, Kleszczów, Kluki, Rusiec et Szczerców

Celles-ci sont inscrites dans le tableau suivant, en ordre décroissant de la population.
| Gmina                                                   | Type         | Supérficie (km²) | Population (2008) | Chef-lieu   |
| Bełchatów                                               | urbain       | 34.6             | 62,062            |             |
| Gmina Zelów                                             | urbain-rural | 168.2            | 15,321            | Zelów       |
| Gmina Bełchatów                                         | rural        | 179.9            | 9,306             | Bełchatów * |
| Gmina Szczerców                                         | rural        | 128.9            | 7,582             | Szczerców   |
| Gmina Rusiec                                            | rural        | 99.7             | 5,389             | Rusiec      |
| Gmina Drużbice                                          | rural        | 114.5            | 4,873             | Drużbice    |
| Gmina Kleszczów                                         | rural        | 124.8            | 4,158             | Kleszczów   |
| Gmina Kluki                                             | rural        | 118.5            | 3,949             | Kluki       |
| * Le siège ne fait pas partie du territoire de la gmina |              |                  |                   |             |

## Démographie
Données du 30 juin 2009 :
| Description | Total   | Total | Femmes | Femmes | Hommes | Hommes |
| ----------- | ------- | ----- | ------ | ------ | ------ | ------ |
| Unité       | Nombre  | %     | Nombre | %      | Nombre | %      |
| Population  | 113 095 | 100   | 57 631 | 50,96  | 55 464 | 49,04  |
| Urbain      | 69 408  | 61,37 | 35 480 | 31,37  | 33 928 | 0,00   |
| Rural       | 43 687  | 38,63 | 22 151 | 19,59  | 21 536 | 19,04  |

## Histoire
De 1975 à 1998, les différentes gminy du powiat actuel appartenaient administrativement à l'ancienne voïvodie de Łódź, à la voïvodie de Sieradz et à la voïvodie de Piotrków.